# 王天祥 (武警)
王天祥、男、中共黨員、中國大陸政治、軍事人物、中國人民武裝警察部隊少將，一直任职于武警部隊政治工作部門。

## 生平
先後出任武警西藏总队政治部主任、武警海南总队政治委员